# 5 août 1966
Le vendredi 5 août 1966 est le 217e jour de l'année 1966.

## Naissances
- Gilles Delion, coureur cycliste français
- Håkan Algotsson, joueur de hockey sur glace suédois
- James Gunn, acteur américain
- Jonathan Silverman, acteur américain
- Olivier Damaisin, personnalité politique française
- Roberto Tola, Guitariste et compositeur de jazz italien
- Roman Ondak, artiste conceptuel slovaque

## Décès
- Bian Zhongyun (née en 1916), éducatrice chinoise
- Friedrich Uhde (né le 12 juillet 1880), ingénieur et homme d'affaires allemand
- Halvar Olsen (né le 23 janvier 1886), politicien norvégien
- Richard William George Hingston (né le 17 janvier 1887), médecin, naturaliste, écrivain et explorateur irlandais

## Événements
- Création du Cæsars Palace à Las Vegas
- Début de la construction du World Trade Center
- Sortie du film britannique Les Daleks envahissent la Terre
- Sortie de l'album Revolver des Beatles